# عبد الله الهاجري
عبد الله فهد الهاجري (مواليد 11 أبريل 1997، لاعب كرة قدم قطري يجيد اللعب في مركز الوسط لعب سابقاً مع نادي المرخية.